# Famille Brisebarre
 (juin 2025).
La famille Brisebarre est une famille noble du royaume de Jérusalem, qui a joué un rôle dans l'histoire des États latins d'Orient. Elle a possédé plusieurs seigneuries importantes en Terre sainte.

## Histoire
L'origine de la famille Brisebarre est inconnue. Le plus ancien membre connu de cette famille est Gautier Ier Brisebarre. Il apparait pour la première fois dans les archives contemporaines le 2 mai 1125 où il est nommé « Gualterius Brisebarre, Beritti dominus » comme témoin dans une charte du roi Baudouin II. Un autre document du 17 janvier 1126 le cite avec son frère Guy Ier Brisebarre : « Galterius Berutensis et Guido frater eius ».
Gautier Ier est ainsi seigneur de Beyrouth avant 1125. Le précédent seigneur Foulques de Guines est probablement mort sans héritier vers 1124, mais les Brisebarre ne lui sont probablement pas apparentés. La seigneurie revient donc au roi de Jérusalem Baudouin II, qui aurait alors nommé à cette fonction Gautier Ier avant mai 1125.
Le nom de « Brisebarre » ainsi que le fait que Guy Ier soit désigné en 1127 par le roi Baudouin II, en compagnie du Grand Maître de l'Ordre du Temple Hugues de Payns et de Guillaume Ier de Bures, pour aller en France afin de trouver un mari pour sa fille Mélisende, héritière du trône de Jérusalem, laisse à penser que cette famille pourrait être originaire du royaume de France.

## Généalogie
- - Gautier Ier Brisebarre († vers 1135), seigneur de Beyrouth
  - Guy Ier Brisebarre († vers 1148), seigneur de Beyrouth après son frère
    - Gautier II Brisebarre († en 1169), seigneur de Beyrouth après son père puis rejoint l'ordre du Temple
    - Guy II Brisebarre († avant 1164), seigneur de Beyrouth après son frère
      - Gautier III Brisebarre († après 1179), seigneur de Beyrouth après son père, d'Outre-Jourdain par mariage, puis de Blanchegarde
        - Béatrice Brisebarre († après 1168), dame d'Outre-Jourdain après sa mère
        - Raymonde Brisebarre († après 1186)
        - Gilles Brisebarre († après 1220), seigneur de Blanchegarde après son père
          - Raoul Brisebarre († après 1265), seigneur de Blanchegarde après son père
            - Gautier Brisebarre
              - une fille

            - Thomas Brisebarre
              - Raoul Brisebarre
              - Isabelle Brisebarre

            - Jean Brisebarre
            - Nicolas Brisebarre
            - Étiennette Brisebarre
            - Agnès Brisebarre
            - Marie Brisebarre
            - Alix Brisebarre

        - Marguerite Brisebarre
        - Echive Brisebarre
        - Orable Brisebarre

      - Guy Brisebarre († avant 1192), seigneur de Césarée de jure uxoris
        - Gautier Brisebarre († en 1229), seigneur de Césarée après son père
          - Jean Brisebarre († entre 1238 et 1241), seigneur de Césarée après son père
            - Marguerite Brisebarre († après 1255), dame de Césarée après son père
            - Alix Brisebarre
            - Marie Brisebarre
            - Isabelle Brisebarre
            - Pierre Brisebarre, ou Peretin

          - Isabelle Brisebarre
          - Alix Brisebarre
          - Helvis Brisebarre
          - Femie Brisebarre

        - Bernard Brisebarre
        - Élisabeth Brisebarre
        - Berthe Brisebarre